# The Liberator (prensa de bloque)
The Liberator (El Libertador) es una prensa de bloque de tierra comprimida (BTC) de alto rendimiento.
En las pruebas, la prensa ha sido capaz de producir 6 ladrillos por minuto, con control manual. Su límite teórico es de 12 ladrillos por minuto, con controles automáticos.
Un aspecto notable de esta prensa es el modelo de comercialización adoptado por la empresa que lo creó. No tener como objetivo beneficioes económicos es una de las razones que han permitido a la Open Source Ecology ofrecer The Liberator por un precio de 6 a 10 veces inferior al de las prensas comerciales equivalentes. Además, su proyecto completo es de código abierto, (como la filosofía que sigue el hardware libre) por lo que cualquier empresa o persona puede hacer réplicas o variaciones de esta prensa, sin pagar royalties.